# Union pour le progrès et le changement
L'Union pour le progrès et le changement (UPC) aussi appelé le parti du lion, est un parti politique burkinabé créé en 2010 par Zéphirin Diabré.

## Historique

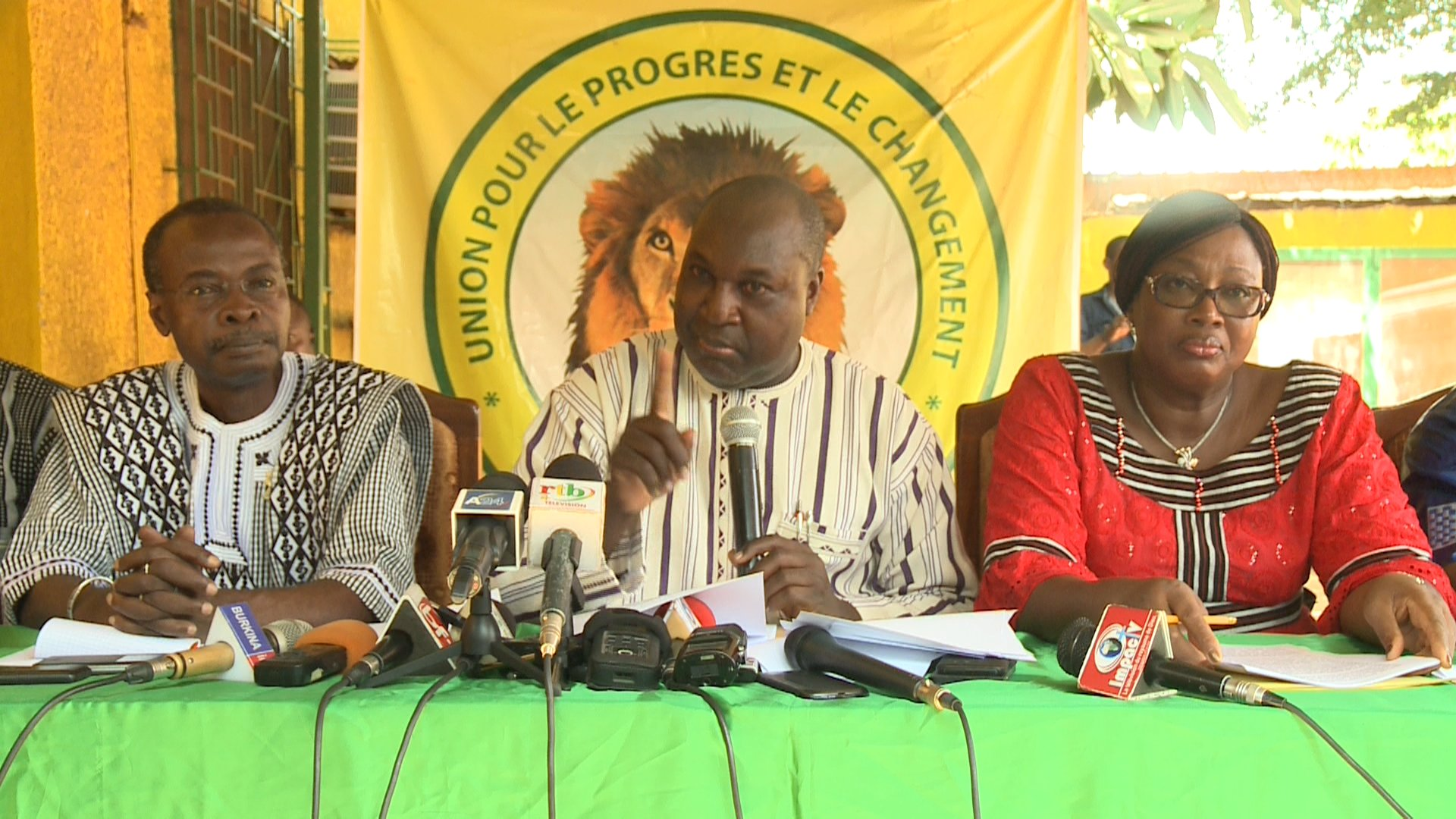
Zéphirin Diabré et ses collaborateurs de l'UPC à Ouagadougou, octobre 2017.

L'UPC est créée par Zéphirin Diabré le 1er mars 2010 après son départ du Congrès pour la démocratie et le progrès (CDP),. Principal parti d'opposition au Burkina Faso pendant plusieurs années, l'UPC milite pour l'alternance démocratique et le changement, selon ses textes.
L'UPC arrive en troisième position lors des élections législatives de 2012, avec 11 % des voix, et remporte 19 des 127 sièges de l'Assemblée nationale, devenant ainsi le deuxième parti le plus important après le CDP. Lors des élections législatives de 2015, il obtient 21 % des voix et 33 sièges. Lors de l'élection présidentielle de 2015, le candidat de l'UPC, Zéphirin Diabré, termine deuxième avec 30 % des voix.